# Stampace
Stampace (Stampaxi in sardo) è uno dei quattro quartieri storici della città di Cagliari.
Il quartiere, situato nel centro storico cittadino, a Ovest del Castello di Cagliari, venne fondato dai Pisani nel XIII secolo e da essi dotato di un modesto sistema di fortificazione (di cui resta la torre dello Sperone). Dalla fondazione Stampace è stato un quartiere abitato prevalentemente da mercanti, artigiani e piccolo borghesi, sino a perdere gradualmente questa caratterizzazione con l'avvicinarsi dell'epoca contemporanea.
Nei suoi confini attuali, Stampace confina ad ovest con il quartiere di Sant'Avendrace, a nord con i quartieri di Tuvixeddu e La Vega, a est con i quartieri storici di Castello e Marina; a sud è bagnato dal golfo di Cagliari con i moli Rinascita e Sabaudo.
Grande importanza storica e artistica hanno i numerosi siti archeologici ubicati nell'area di Stampace e Sant'Avendrace, testimonianze della Cagliari dei Punici e dei Romani, oltre alle tracce, poche, della capitale giudicale di Santa Igia, nella zona confinante con lo stagno di Santa Gilla.

## Origini del nome
Riguardo al nome, il canonico Giovanni Spano scrive:
(Giovanni Spano, Guida alla città e dintorni di Cagliari, 1861, pag. 127)
Da recenti studi storico-filologici si conferma l'interpretazione dello Spano: "Il nome Stampace ricorda la dominazione pisana del Cagliaritano, essendo infatti quello dell'omonimo luogo delle mura di Pisa corrispondente alla Porta al Mare, luogo in cui è probabile esistesse nell'Alto Medioevo una chiesa dedicata a Santo Paciano, vescovo di Barcellona vissuto nella seconda metà del quarto secolo; dopo la conquista aragonese-catalana del 1325 i catalani usarono chiamare quel posto Escampaig (R. Muntaner, Crònica catalana, all'anno 1325. Barcellona, 1860), nome evidentemente tratto da un qualcosa tipo Ex-campagna, visto che i precedenti dominatori pisani l'avevano ricavato da una zona agreste allora fuori città".

## Storia
Il quartiere era già abitato in età romana, come è testimoniato da molte strutture rinvenute appartenenti a quel periodo: il foro, sotto l'attuale piazza del Carmine; il tempio di Via Malta; le terme, nella zona di viale Trieste; la necropoli di Tuvixeddu, a Sant'Avendrace; il quartiere borghese (del quale fa parte la villa di Tigellio), l'anfiteatro romano.

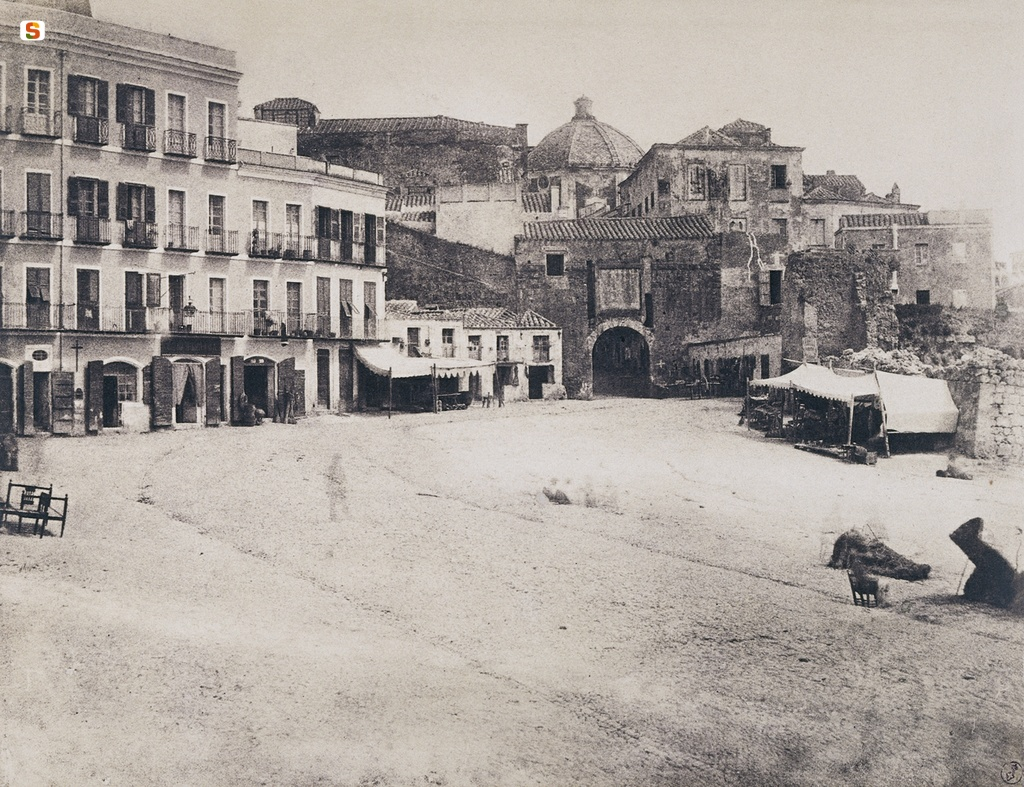
Porta di Stampace nel 1854

Fino all'Unità d'Italia Stampace era protetto da una cinta muraria di età pisana. Successivamente, con l'espansione della città al di fuori delle antiche mura, si decise di abbattere le mura di Stampace, insieme a quelle di Marina e Villanova. L'unica parte delle mura superstite è la torre dello Sperone, a fianco della chiesa di San Michele.
In piazza Yenne, all'imbocco dell'odierna via Manno, c'era la Porta Stampace che fu demolita nel 1856. Nei documenti d'epoca viene chiamata anche Porta Marina e Porta San Giorgio. Accanto alla Porta vi era il bastione di San Francesco, che occupava parte dell'odierno largo Carlo Felice.

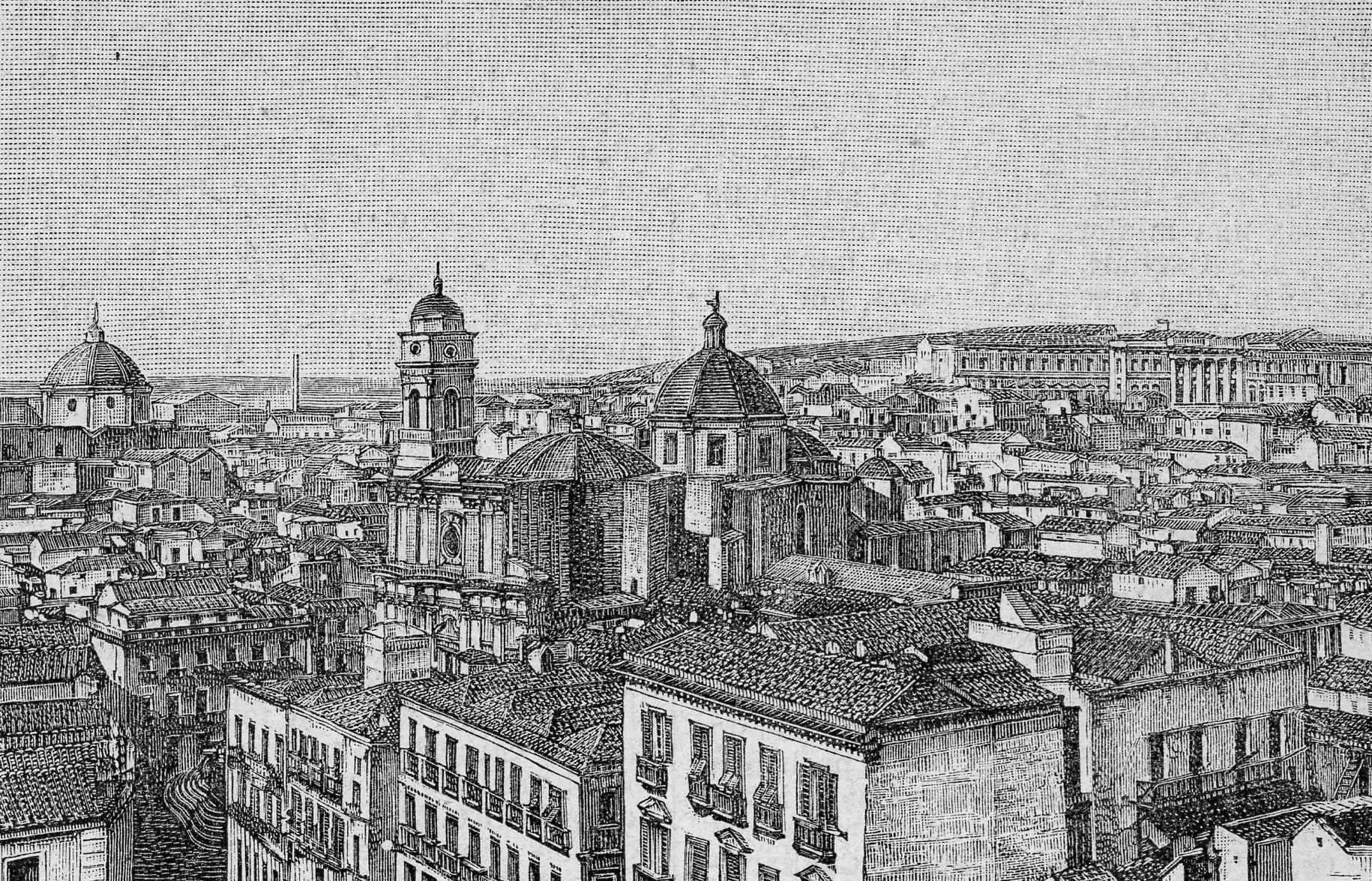
Cagliari – Quartiere Stampace (xilografia 1891)

### I bombardamenti anglo-americani
Durante i bombardamenti del 1943 a Stampace vennero aperti molti rifugi, come quello nella cripta di Santa Restituta, il rifugio di via Don Bosco e l'ospedale san Giorgio in viale Merello, nel cortile della sede della Croce Rossa Italiana, dalla quale era gestito. Il 17 febbraio 1943 all'ingresso del rifugio di Santa Restituta morirono quasi 200 persone, tra le quali anche il pittore Tarquinio Sini, mentre cercavano disperatamente di aprire una delle due entrate per mettersi al riparo, poiché non era venuto nessuno ad aprire con le chiavi. Da quella volta si decise che i rifugi dovevano rimanere sempre aperti.

## Monumenti e luoghi di interesse

### Architetture religiose
- Chiesa collegiata di Sant'Anna, parrocchia del quartiere, del XVIII secolo. È sita in via Azuni.
- Chiesa di Sant'Efisio, dedicata al santo più venerato di Cagliari. Si trova in via Sant'Efisio.
- Chiesa di Santa Restituta del XVII secolo. Vi si accede tramite una piazzetta tra via Santa Restituta e Via Sant'Efisio.
- Chiesa di San Michele, in stile barocco. Si trova sulla cima di via Azuni.
- Chiesa dei Santi Lorenzo e Pancrazio o della Madonna del Buoncammino, del XIII secolo, in stile Romanico con rifacimenti del XVIII secolo. Si trova in viale Buoncammino.
- Chiesa di Nostra Signora del Carmine, del XVII secolo, riedificata nel secondo dopoguerra. Si trova in viale Trieste.
- Chiesa di San Pietro dei Pescatori, del XIII secolo, in stile Romanico - Gotico. Si trova in viale Trieste.
- Chiesa di Santa Chiara, fondata nel XIII secolo, ricostruita in stile barocco nel XVII secolo. Si trova in cima alle scalette di Santa Chiara.
- Convento e chiesa dei frati cappuccini, importante centro di spiritualità, vi si venerano le spoglie di Sant'Ignazio da Laconi e del Beato Nicola da Gesturi. Si trova in Viale Fra Ignazio.
- Cripta di Sant'Agostino, ovvero ciò che resta di una chiesa del XV secolo, costruita su un edificio più antico, distrutta e riedificata nel quartiere Marina alla fine del XVI secolo. Si trova nel Largo Carlo Felice, e vi si accede dal Palazzo Accardo.
- Chiesa della Santissima Annunziata, seconda parrocchia di Stampace, del XVII secolo, molto rimaneggiata. Si trova alla fine del Corso Vittorio Emanuele.
- Rovine della chiesa di San Francesco, in stile gotico, abbattuta verso la fine del XIX secolo in seguito ai danni causati da un incendio e da un fulmine che aveva colpito il campanile. Il portale è stato conservato nella Chiesa di Nostra Signora di Bonaria, mentre i resti del chiostro si conservano in via Mameli. Qui visse fino alla sua morte (avvenuta intorno al 1510) donna Violante Carroz, contessa di Quirra, come atto di pentimento per aver fatto uccidere un suo prete che operava contro i suoi voleri.

### Architetture civili

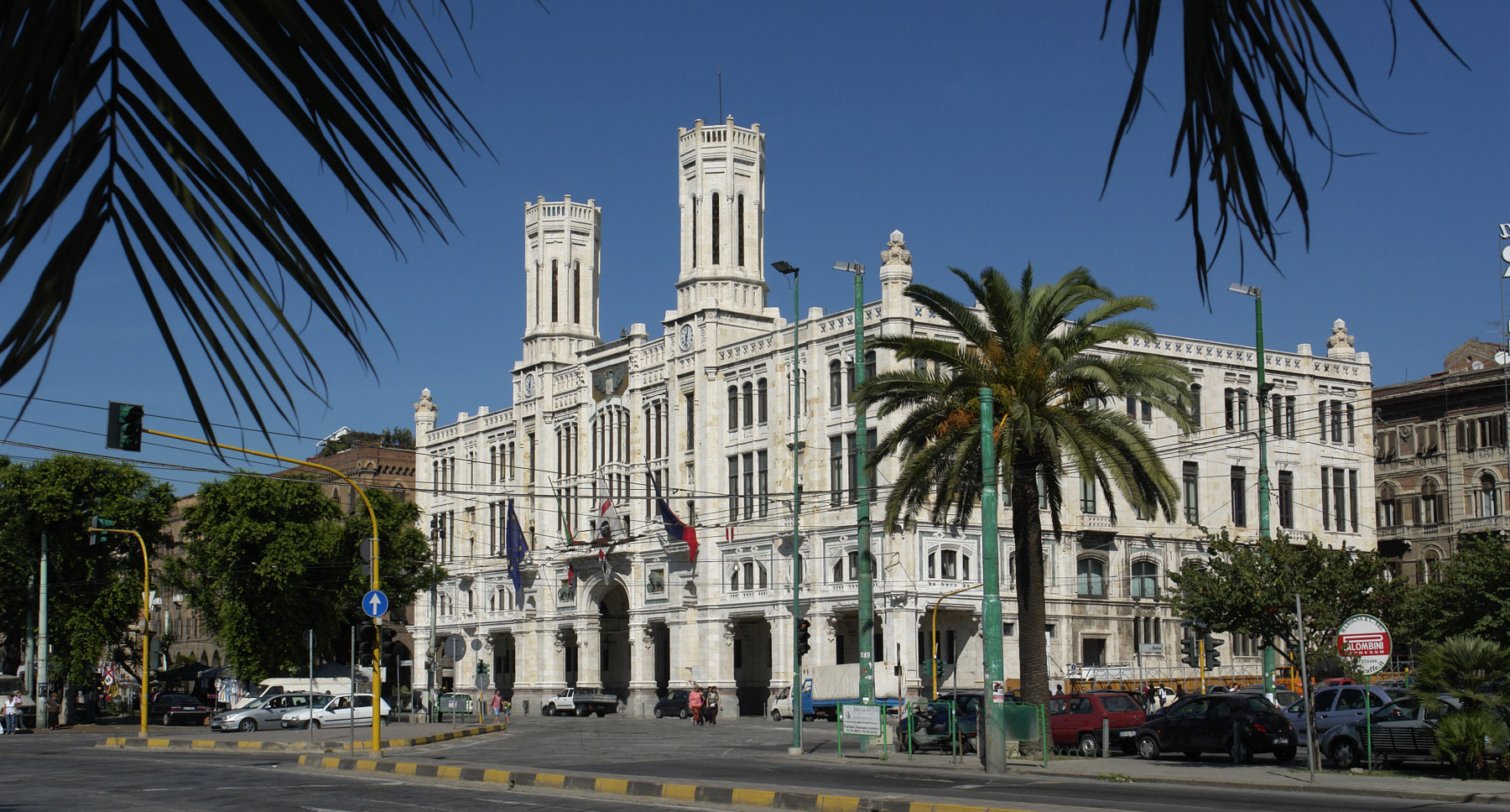
Palazzo Civico

- Palazzo Civico, della fine del XIX secolo e inizi del XX secolo. Realizzato in via Roma, su progetto di Annibale Rigotti, ospita al suo interno varie opere di artisti sardi come Filippo Figari.
- Ospedale Civile San Giovanni di Dio, imponente edificio della metà del XIX secolo, in stile neoclassico, opera dell'architetto cagliaritano Gaetano Cima. Dall'ingresso in facciata, decorato da sei imponenti colonne, si accede all'atrio, dove si trovano le statue raffiguranti i benefattori dell'ospedale, al centro dell'edificio. Al primo piano la cappella, dedicata a san Giovanni di Dio, a pianta circolare, coperta da una cupola emisferica affrescata. Dall'atrio e dalla cappella centrali si sviluppano a raggiera diversi corridoi, con alte volte a botte, che conducono ai reparti. L'edificio, pur essendo un monumento rilevante dal punto di vista architettonico e storico, è ancora utilizzato come ospedale.
- Villette o case a due piani di viale Trento, in stile liberty (in particolare nel tratto con una sola corsia, dove si trova il palazzo Merello).
- Palazzi di via Pola, in stile Razionalista.

Nel quartiere a palazzine centenarie, si alternano palazzi costruiti nel dopoguerra, testimoni dei bombardamenti del 1943. Un esempio è il palazzo multipiano all'angolo tra il Largo Carlo Felice e il Corso.
- Palazzo della Regione Sardegna, di Ubaldo Badas, in viale Trento.
- Palazzo della Banca di Roma, in piazza Yenne.

#### Piazze principali
- Piazza Yenne
- Piazza del Carmine
- Piazza Matteotti
- Piazzale Sorcinelli (meglio conosciuto come "Piazzale Trento"), vi si svolge un mercato domenicale.

### Viabilità principale
Le principali arterie del quartiere sono:
- Corso Vittorio Emanuele II, in parte pedonale, dove si possono trovare ristoranti tipici, librerie, oreficerie, la Stazione dei Carabinieri ed altro;
- Viale Trieste, importante e trafficata arteria cittadina che unisce piazza del Carmine al borgo di Sant'Avendrace. Vi sono situati diversi uffici comunali e regionali;
- Viale Trento, dove si trovano diverse villette liberty, il Teatro Massimo e il Liceo Classico "Siotto"; ogni domenica vi si tiene un mercato delle pulci;
- Largo Carlo Felice, con la statua del sovrano, la passeggiata e le banche. Inoltre fino agli anni cinquanta del Novecento, vi era anche il grande mercato alimentare.

### Siti archeologici

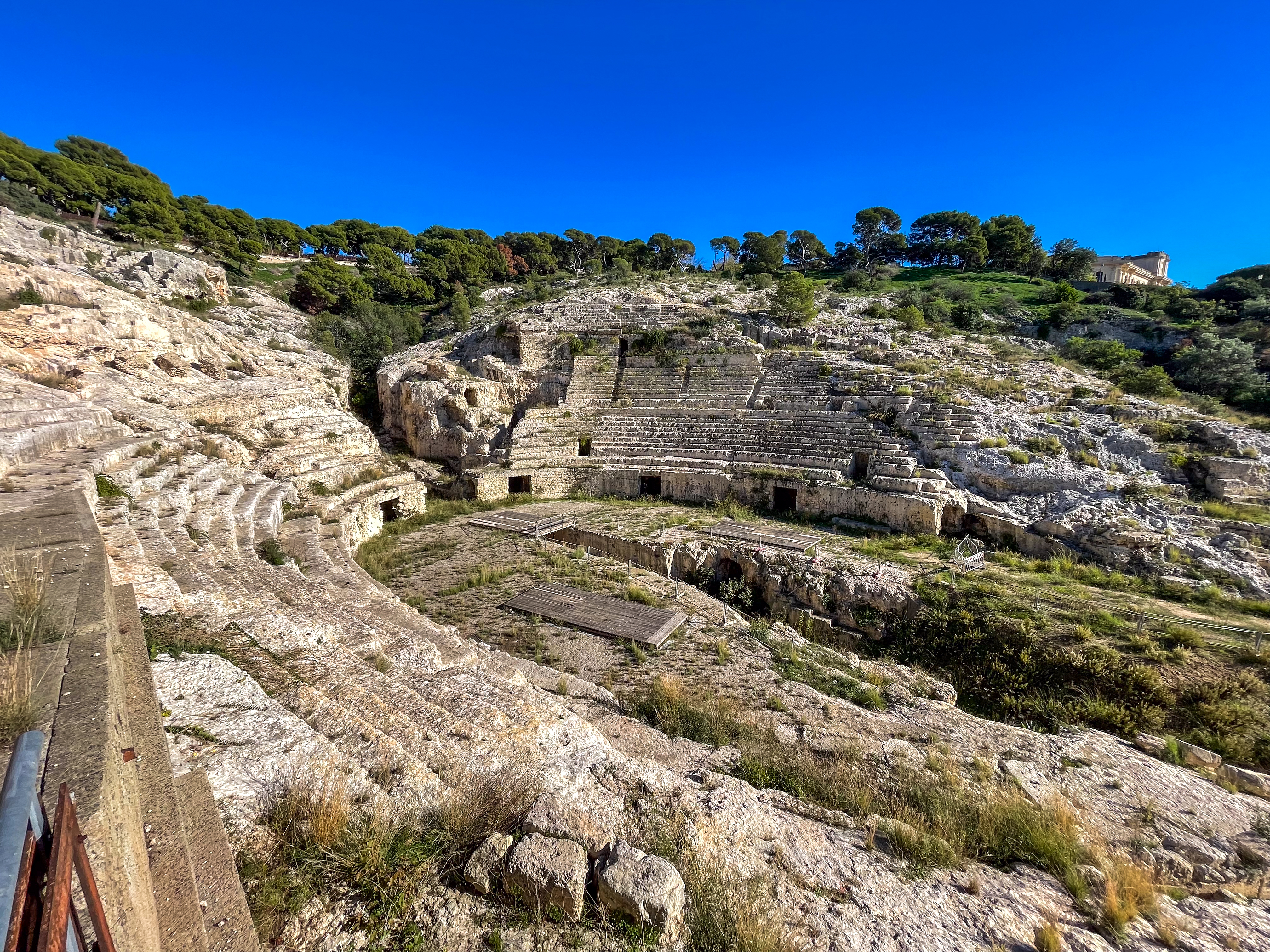
L'anfiteatro romano

- Ipogei presso le chiese di Santa Restituta e di Sant'Efisio
- Anfiteatro romano di Cagliari
- Villa di Tigellio

## Evoluzione demografica
Abitanti censiti

## Cultura

### Festa di sant'Efisio
Ogni anno, dal 1º al 4 maggio, nel quartiere si svolge parte della sagra dedicata al santo guerriero. Nella mattina del 1º maggio si svolge la processione dei fedeli in costume, che precedono il cocchio dove è alloggiato Sant'Efisio, che dopo esser arrivato al luogo del martirio, Nora, ritorna la sera del 4 nella chiesa a lui dedicata nel quartiere.

### Cúcurus cótus day
Per due giorni del mese di luglio si festeggia nel quartiere Stampace Su cúcurus cótus ("le teste calde" in italiano), proprio come venivano chiamati in passato gli stampacini per la loro testardaggine.
La festa prende vita intorno alla chiesa di San Michele: teatro, cabaret e musica animano le strade del quartiere. Inoltre, vengono distribuiti gratuitamente (Su cúmbidu in sardo) carne di pecora, pesce, malloreddus, fregula sarda e altre specialità offerte dagli stessi stampacini.

### Scuole
A Stampace è sita la scuola più vecchia ancora in funzione di Cagliari, la Sebastiano Satta, in via Angioy. Una scuola che non è più in funzione nella circoscrizione nº2 a Sant'Avendrace e la scuola Elementare Edmondo De Amicis. La scuola media Giovanni Spano nella via Falzarego attualmente ospita gli alunni della scuola elementare Edmondo de Amicis inaugurata nei primi anni cinquanta, attualmente in disuso causa carenza di alunni.

### Mediateca del Mediterraneo
La Mediateca del Mediterraneo sorge in via Mameli 164, in sostituzione dell'ex Mercato Comunale. La struttura ospita la Biblioteca Comunale Generale e di Studi Sardi.